# Косолапов, Александр Семёнович
Александр Семёнович Косолапов (род. 1943, Москва) — российский художник, живописец, график, скульптор.

## Биография
Родился в 1943 году в Москве. Учился в Московской средней художественной школе при художественном институте им. В.И. Сурикова. С 1962 по 1968 год учился в Московском высшем художественно-промышленном училище (скульптурный факультет). В 1975 году эмигрировал в США. Живет и работает в Нью-Йорке.

## Труды
Работы находятся в собраниях:
- Государственная Третьяковская галерея, Москва
- Государственный Русский музей, Санкт-Петербург
- Государственный центр современного искусства, Москва
- Музей «Другое искусство», Москва
- Музей актуального искусства ART4.RU, Москва
- Новый музей, Санкт-Петербург
- Музей Альбертина, Вена, Австрия
- Графический кабинет, Государственные музеи Берлина, Берлин, Германия
- Национальный Еврейский музей Б’най Б’рит Клаутцник, Вашингтон, США
- Музей Дюк Университета штата Северная Каролина, Дархэм, США
- Технологический институт, Кембридж, США
- Модерна Галерея, Любляна, Словения
- Музей Вильгельма Хака, Людвигсхафен, Германия
- Музей Джейн Вурхис Зиммерли, коллекция Нортона и Нэнси Додж, Рутгерский университет, Нью-Брансуик, Нью-Джерси, США
- Музей современного искусства, Нью-Йорк, США
- Новый музей современного искусства, Нью-Йорк, США
- Нью-Йоркская публичная библиотека, Нью-Йорк, США
- Музей современного искусства, Пассау, Германия
- «График-студио», университет Южной Флориды, Тампа, США
- Колодзей Арт Фонд, Хайланд-парк, Нью-Джерси, США
- Собрание Эвелин Вайс, Кёльн, Германия
- Собрание Банка «Чейс Манхеттен», Нью-Йорк, США
- Собрание Мортон Хорник, Нью-Йорк, США

## Персональные выставки
- 2017 - 2018 — Московский музей современного искусства, Гоголевский бульвар, Москва.
- 1997 — Galerie Karenina, Вена.
- 1994 — Galerie Vorsetzen, Гамбург.
- 1993 — Galerie Inge Baecker, Кёльн.
- 1991 — Ruth Siegel Gallery, Нью-Йорк.
- 1990 — Berman Gallery, Нью-Йорк.
- 1988 — Galerie Inge Baecker, Кёльн.
- 1987 — Galerie Anna Friebe, Кёльн.
- 1985 — Semaphore Gallery, Нью-Йорк.
- 1974 — Центральный выставочный зал, Кузнецкий мост, Москва.

## Интересные факты
- Работа Александра Косолапова «Моя плоть» (2002, 70x100 см, шелкография, бумага, тираж 75 экз) во время ярмарки «Арт Москва 2005» (Центральный дом художника) была уничтожена воинствующим религиозным фанатиком, вооружившимся для этой цели молотком.
- Работа Александра Косолапова "Горби I" упоминается в книге "Мао II" американского писателя-постмодерниста Дона Делилло.[1]